# Bandar Imam
Bandar Imam Khomeini (Persisk بندرامام خمینی) er en havneby ved den Persiske Golf i Irans Khusistan-provins. Før Den iranske revolution i 1979 var den kendt som Bandar Shahpur. Den er opkaldt efter ayatollah Seyyid Ruhollah Khomeini.

## Havnens historie
Havnen befinder sig ved Den Transiranske Jernbanes startpunkt, forbindende den Persiske Golf med Tehran og videre til Det Kaspiske Hav. Under 2. verdenskrig bestod den blot af en bølgebryder, to forankringssteder, en jernbanestopklods og en civil bebyggelse nogle kilometer væk. Havnen var først på tyske og italienske hænder, men blev stormet den 25. august 1941 af en kombineret russisk, britisk og indisk styrke, understøttet af Royal Navy. Derefter blev den administreret af US Army 482nd Port Battalion, og tjente som et kritisk forsyningspunkt for allieret hjælp til Rusland. Havnefaciliteterne blev også brugt for kølhaling af handels- og militærfartøjer til reparation. Tre ekstra kajer blev bygget i løbet af krigen..

## Havne operationer
Havnen er et gennemgangssted for containere, bulk-cargo og generel cargo. Iran Shipping Lines (IRISL) har eksklusiv adgang til faciliteterne. I 2005 foreslog den iranske regering direkte containerafskibninger mellem havnen og Vesteuropa, men forhandlingerne med rederierne hvad angår dedikerede havnefaciliteter er endnu ikke afsluttede. 
Havnen har syv terminaler med 40 fortøjningssteder med en samlet længde på 6.500 meter.
| Type              | Fortøjningssteder | Dybde (m) | Kajlængde (m) |
| ----------------- | ----------------- | --------- | ------------- |
| Generel cargo     | 29                | 12        | 3512          |
| Containere        | 5                 | 11        | 1051          |
| Korn siloer       | 2                 | 12        | 560           |
| Pramme            | 1                 | 6         | 842           |
| Golf              | 1                 | 5         | 307           |
| Gennemgangs       | 1                 | 4         | 75            |
| Jernmalm-lodsning | 1                 | 15        | 220           |

Terminalerne understøttes af lagerbygninger med en kapacitet på 171.000 m² og opmagasineringsarealer i det fri dækkende 10.9 km².